# Nekopara (Anime)
Nekopara (jap. ネコぱら) ist eine Animeserie des Animationsstudios Felix Film. Die Handlung basiert auf der gleichnamigen Computerspielserie. In den Jahren 2017 und 2018 erschien jeweils eine OVA-Episode. Im Januar 2020 startete die zwölfteilige Fernsehserie im japanischen Fernsehen.

## Produktionsgeschichte

### OVAs
Im Juli des Jahres 2016 kündigte der Spiele-Publisher Sekai Project die Planung einer Crowdfunding-Kampagne auf Kickstarter.com mit dem Ziel, Geld für die Produktion einer jugendfreien Original Video Animation zu sammeln, an. Diese startete im Dezember gleichen Jahres mit dem Ziel, 100.000 USD zu sammeln. Dieses vorgegebene Ziel wurde innerhalb weniger Stunden nach Kampagnenstart erreicht. Die Crowdfunding-Aktion sollte am 11. Februar 2017 enden und brachte bis dahin etwas mehr als 963.000 USD ein. Der Zeitraum wurde verlängert, um das letzte finanzielle Ziel zu erreichen. Im März gleichen Jahres wurde das Ziel erreicht und 1.049.000 USD gesammelt.
Die OVA entstand in den Studios Felix Film und ixtl. Hayashi Hiroki führte Regie, das Drehbuch wurde von Yūta Kikuchi geschrieben. Die in der OVA zu hörende Musik stammt aus der Feder von Yūgo Maeda. Die 58-minütige OVA sollte ursprünglich am 26. Dezember 2017 veröffentlicht werden. Durch einen Fehler des Unternehmens Tokyo Otaku Mode, die für den Versand der Crowdfunding-Preise zuständig waren, erhielt ein Teil der Unterstützer bereits am 22. Dezember einen Schlüssel um die Produktion bei Steam freizuschalten. Die OVA kann bei Steam gekauft werden.
Das Lied im Vorspann heißt Baby→Lady LOVE und wurde von der Sängerin Ray gesungen. Kotoko sang mit ▲MEW▲△MEW△CAKE das Lied im Abspann.
Eine zweite OVA, die auf die Visual Novel Nekopara Extra basiert, wurde zeitgleich mit ebendieser am 27. Juli 2018 veröffentlicht. Der Abspanntitel für die zweite OVA ist Symphony von Luce Twinkle Wink☆.

### Anime-Fernsehserie
Während der Comiket 95 wurde bekanntgegeben, dass sich eine Animeserie zur Computerspielreihe in der Produktion befinde. Die Serie entstand im Studio Felix Film. Yasutaka Yamamoto führte Regie, das Charakterdesign wurde von Yuichi Hirano entworfen. Gō Zappa schrieb das Drehbuch zur Serie, während Akiyuki Tateyama die Serienmusik komponierte.
Die erste Folge der Animeserie wurde in den Vereinigten Staaten am 6. Juli 2019 exklusiv während der Anime Expo in Los Angeles. In Japan wurden die ersten beiden Episoden am 24. Dezember gleichen Jahres während einer speziellen Veranstaltung in Tokio gezeigt. Die offizielle Premiere der Serie im japanischen Fernsehen erfolgte am 9. Januar 2020 auf AT-X, Tokyo MX und BS11. Das Intro Shiny Happy Days wurde von den Synchronsprecherinnen Yuki Yagi, Iori Saeki, Shiori Izawa, Miku Itō, Yuri Noguchi und Marin Mizutani gesungen; Yagi und Saeki singen mit Yōdamari no Kaori zudem das Outro.
Die Serie umfasst zwölf Episoden. In Deutschland wird die Serie von Wakanim im Simulcast in Originalton mit deutschen Untertiteln gezeigt.

## Charaktere

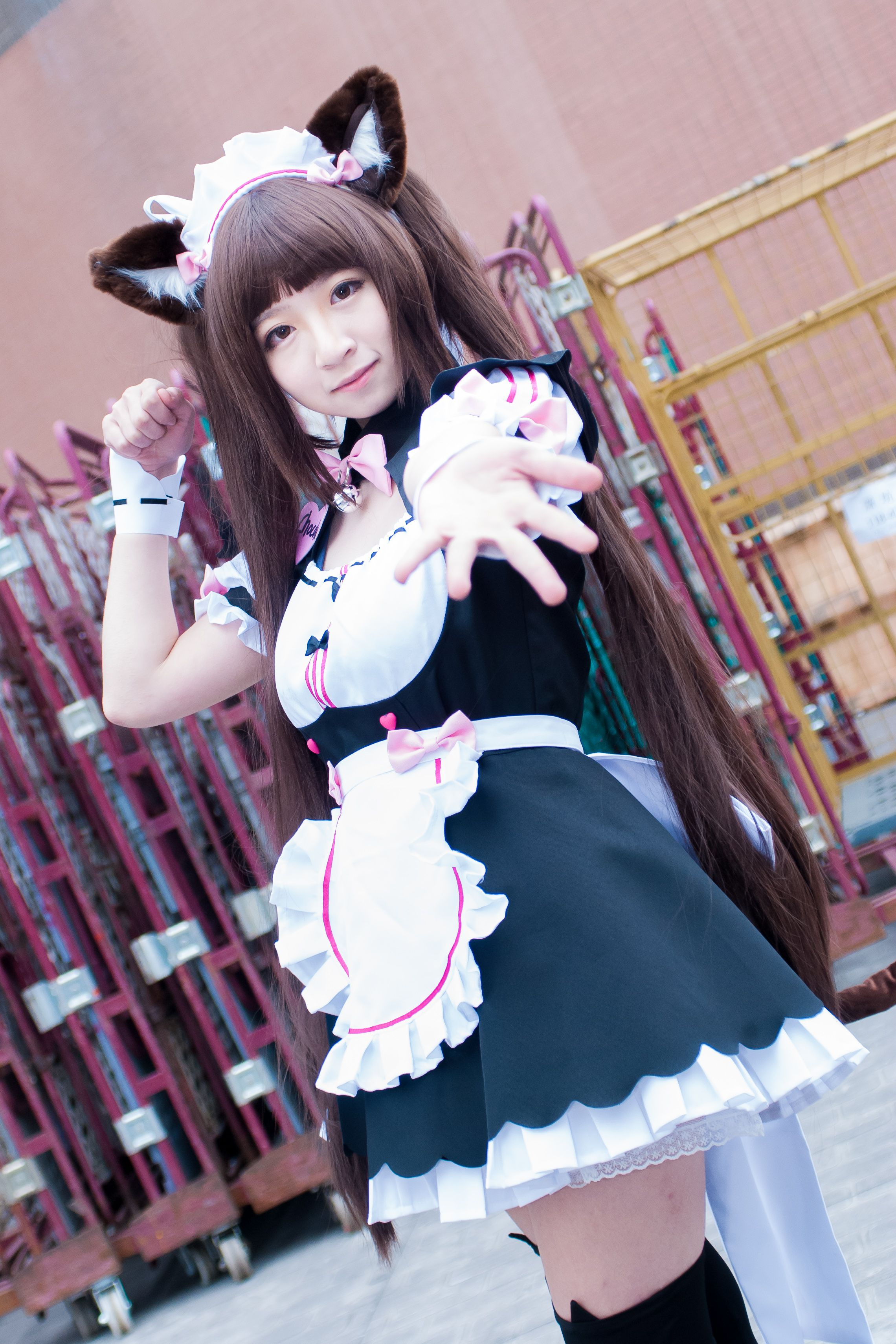
Cosplayerin als Chocola, 2017.

Kashou Minazuki (水無月 嘉祥, Minazuki Kashou)
Kashō ist der Protagonist und stammt aus einer Kochfamilie. Er beschließt, von zu Hause auszuziehen, um eine eigene Konditorei zu eröffnen. Kashō ist ein begabter Koch und Bäcker.
Chocola (ショコラ, Shokora)
Chocola ist eine energische und fröhliche Neko mit braunem, langem Haar. Sie fühlt sich sehr zu Kashō, den sie „Meister“ nennt, hingezogen, sodass sie den Gedanken nicht ertragen kann, nicht an seiner Seite zu sein. Aus diesem Grund folgt sie ihm in sein neues Lokal. Sie ist die Zwillingsschwester von Vanilla.
Vanilla (バニラ, Banira)
Vanilla ist im Gegensatz zu Chocola ruhig und introviert. Sie hat langes, weißes Haar. Sie zeigt kaum Emotionen, allerdings liebt sie ihre Zwillingsschwester so sehr, dass sie nie von ihrer Seite weicht. Chocola und Vanilla sind die jüngsten Katzen des Minazuki-Haushalts.
Shigure Minazuki (水無月 時雨, Minazuki Shigure)
Shigure ist die jüngere Schwester von Kashō. Es scheint, dass sie romantische Gefühle für ihren Bruder hegt. Sie kümmert sich um die Katzen im Haushalt und unterstützt ihren Bruder bei der Arbeit.
Azuki (アズキ)
Azuki ist die Älteste der Nekos aus dem Haushalt der Familie Minazuki. Obwohl sie die älteste Neko ist, ist sie die körperlich die kleinste und hat einen schelmischen Charaktertyp. Sie koordiniert die Arbeit ihrer jüngeren Schwestern bei der Arbeit in Kashōs Konditorei. Sie besitzt zudem den Charakter einer Tsundere, handelt oft sarkastisch und grob um ihre wahren Gefühle zu verbergen. Sie ist eine Munchkin-Katze.
Maple (メイプル, Meipuru)
Maple ist die zweitälteste Katze in der Minazuki-Familie. Sie hat einen eigenständigen und vernünftigen Charakter. Auch wird eine Anspielung auf einen Tsundere-Charakter gemacht, da sie unehrlich gegenüber sich selbst ist. Sie mag es, Cafés zu besuchen, um verschiedenstes Essen und Trinken zu probieren. Sie möchte gerne eine Sängerin werden, allerdings hält ihr geringes Selbstbewusstsein und der eigene Gedanke, dass sie nur aufgrund der Tatsache, dass sie eine Neko ist und deswegen groß herauskommen könnte, davon ab. Maple ist an eine American-Curl-Katze angelehnt.
Cinnamon (シナモン, Shinamon)
Cinnamon ist die drittälteste Neko der Minazuki-Familie. Sie hat öfters schmutzige Gedanken und interpretiert Dinge und Situation stetig auf eine sexuelle Ebene, wodurch sie häufig erregt ist. Sie ist eng mit Maple befreundet, weswegen sie an ihrer Seite bleiben möchte, um sie in ihrem Leben zu unterstützen. Sie eine Schottische Faltohrkatze und hat lilafarbenes Fell.
Coconut (ココナツ, Kokonatsu)
Coconut ist die drittjüngste Katze im Familienhaushalt Minazuki. Viele sehen aufgrund ihres coolen Charakters zu ihr auf, sie selbst wäre allerdings lieber süß als cool. Aufgrund ihrer Tollpatschigkeit und ihrer selbsternannten Talentfreiheit hat sie ein geringes Selbstbewusstsein. Trotzdem versucht sie viel wie möglich zu arbeiten um wie eine ältere Schwester zu wirken und den anderen kein Klotz am Bein zu sein. Coconut hat eine Iris-Heterochromie, das rechte Auge ist orangefarben, das linke Auge blau. Sie ist eine Maine-Coon-Katze.

### Synchronisation
| Rolle            | Japanischer Sprecher (OVA) | Japanischer Sprecher (Animeserie) |
| ---------------- | -------------------------- | --------------------------------- |
| Kashō Minazuki   | Shinnosuke Tachibana       | Shinnosuke Tachibana              |
| Chocola          | Himari                     | Yuki Yagi                         |
| Vanilla          | Yuka Inokuchi              | Iori Saeki                        |
| Shigure Minazuki | Mai Nagai                  | Mao Ichimichi                     |
| Azuki            | Mia Naruse                 | Shiori Izawa                      |
| Maple            | Yui Ogura                  | Miku Itō                          |
| Cinnamon         | Tae Okajima                | Yuri Noguchi                      |
| Coconut          | Ryōko Tezuka               | Marin Mizutani                    |
| Cacao            | –                          | Yūka Morishima                    |

## Handlung

### OVAs
Kashō Minazuki und seine jüngere Schwester Shigure finden eines verregneten Abends ein Karton mit zwei jungen Neko-Mädchen und nehmen diese bei sich auf. Er tauft die beiden Chocola und Vanilla und zieht diese wie seine eigene Familie auf. Eines Tages zieht Kashō aus und beschließt, eine Konditorei zu eröffnen, allerdings entdeckt er, dass sich Chocola und Vanilla in Umzugskartons versteckt haben um bei ihm bleiben zu können. Obwohl er anfangs dagegen ist, die beiden bei sich aufzunehmen, erlaubt er Chocola und Vanilla bei ihm zu bleiben, wenn sie ihm in seinem Laden aushelfen.
Durch seine Schwester, die etwas später seinen Laden besucht, erfährt Kashō, dass Nekos ein Glöckchen um den Hals tragen müssen, damit sie sich frei in der Menschenwelt bewegen und Arbeitstätigkeiten ausüben dürfen. Dieses Glöckchen erhalten sie nur, wenn sie eine Prüfung bestehen. So besitzen alle Katzen des Minazuki-Haushalts, darunter Azuki, Coconut und Maple bereits ein Glöckchen, da sie die Prüfung bereits bestanden haben. Shigure beschließt, Chocola und Vanilla auf die Prüfung vorzubereiten. Die beiden bestehen den Test, sodass Kashō Chocola und Vanilla in einen Freizeitpark und ins Aquarium einlädt. Nachdem Kashō während einer Walshow im Aquarium durchnässt nach Hause kommt, bricht er mit einem starken Fieber zusammen. Chocola und Vanilla sind besorgt und beschließen, einen Arzt zu suchen. Da sie ihr Glöckchen daheim liegen gelassen haben, werden sie von der Polizei gestoppt. Kurz bevor sie in Gewahrsam genommen werden, taucht der sichtlich angeschlagene Kashō auf, bindet den beiden ihr Glöckchen an und geht mit Chocola und Vanilla nach Hause. Am nächsten Tag besuchen Shigure und die anderen Nekos die Konditorei und beschließen, das Geschäft als Familienunternehmen zu führen.
Die zweite OVA Nekopara Extra stellt eine Vorgeschichte dar, die sechs Monate vor der Handlung der ersten OVA spielt. Sie fokussiert sich auf das Alltagsleben der Minazuki-Familie als Chocola und Vanilla noch kleine Kätzchen waren und Probleme hatten, sich dem Leben in der Familie anzupassen.

### Episodenliste der Animeserie
| Nr. (ges.) | Nr. (St.) | Deutscher Titel            | Originaltitel                                                 | Erstausstrahlung Japan | Deutschsprachige Erstausstrahlung (D) | Regie | Drehbuch | Erstveröffentlichung im OmdU |
| --- | --------- | -------------------------- | ------------------------------------------------------------- | ---------------------- | ------------------------------------- | ----- | -------- | ---------------------------- |
| 1 | 1         | Willkommen im Café Soleil! | ようこそ、ラ・ソレイユヘ！ Yōkoso, Ra Soreiyu e!              | 09. Januar 2020        | –                                     | –     | –        | 09. Januar 2020              |
| Chocola und Vanilla erwachen und bereiten sich auf ihren ersten Arbeitstag in der Konditorei ihres Herrchens Kashō vor. Währenddessen bereiten sich auch Kashōs jüngere Schwester Shigure und die anderen Nekos auf ihren Tag vor, zum Beispiel Azuki und Coconut, die sich mal wieder zanken oder Cinnamon und Maple, die sich auf den Weg machen um Chocola und Vanilla bei ihrer Arbeit im Café zu unterstützen. Nach der Arbeit, als Maple und Cinnamon sich auf den Weg nach Hause machen, informieren sie Kashō, dass sie ihnen etwas Thunfisch in den Kühlschrank gestellt haben. Chocola beschließt, Ponzu für den Fisch kaufen zu gehen. Auf dem Weg trifft sie ein junges Kätzchen, welches sich versteckt als sich Chocola ihr nähern will. Als sie wieder in der Konditorei angekommen ist, wundert sie sich, dass das junge Kätzchen ihr den ganzen Weg gefolgt ist. |           |                            |                                                               |                        |                                       |       |          |                              |
| 2 | 2         | –                          | 迷子の仔ネコちゃん？ Maigo no Koneko-chan?                    | 16. Jan. 2020          | –                                     | –     | –        | 16. Januar 2020              |
| Nachdem Chocola erfährt, dass das kleine Kätzchen kein Zuhause hat, bringt Chocola sie ins Haus, versucht sie aber vor Vanilla und Kashō zu verstecken. Dies hat keinen Erfolg, da Vanilla das Kätzchen entdeckt, als Chocola es mit getrocknetem Fisch füttern will. Chocola erklärt ihrer Schwester die Situation und fürchtet, dass Kashō es nicht erlauben wird, dass sie bei ihnen bleiben darf. Dieser nimmt allerdings Kontakt zu Shigure auf, die das Kätzchen bei sich aufnimmt und Nachforschungen anstellt. Die anderen Nekos sind gegenüber dem Zuwachs neugierig, doch Shigure weist die anderen Katzen zurück, nimmt das noch namenlose Kätzchen zum Duschen und macht es bettfertig. In der Konditorei macht sich Chocola indes Sorgen über das Wohlbefinden ihres Findlings. |           |                            |                                                               |                        |                                       |       |          |                              |
| 3 | 3         | –                          | 気になるあの子 Ki ni Naru Ano Ko                              | 23. Jan. 2020          | –                                     | –     | –        | 23. Januar 2020              |
| Am nächsten Morgen findet Shigure das Katzenbett leer vor und sieht nach einer Suche, dass sie auf dem beheizten Sitz der Toilette eingeschlafen ist. Beim Frühstück schnappt sie sich ihr Essen und isst es wie eine normale Katze unter dem Tisch. Chocola ist stetig in sorgenvolle Gedanken versunken, was sie in peinliche Situationen bringt. Coconut und Azuki erreichen die Konditorei um Chocola und Vanilla auszuhelfen, geraten aber schnell aneinander. Im Hause Minazuki versuchen die Katzen mit ihrem Neuzugang zu spielen. Dieses zeigt jedoch kein Interesse daran und spielt stattdessen mit einem Spielzeug, das Chocola früher benutzt hatte. Beim Abendessen müssen sie feststellen, dass das Kätzchen verschwunden ist. Chocola, die das am Telefon erfährt, macht sich auf die Suche nach ihr. |           |                            |                                                               |                        |                                       |       |          |                              |
| 4 | 4         | –                          | はじめての…！ Hajimete no...!                                 | 30. Jan. 2020          | –                                     | –     | –        | 30. Januar 2020              |
| Während sich Belegschaft der Konditorei für ihren Arbeitstag fertig macht, lässt Chocola das junge Kätzchen in ihrem Zimmer spielen. Ihr wird jedoch schnell langweilig und geht schließlich in die Küche und den Restaurant-Bereich. Nach ein paar Spielereien flieht sie wieder in die Küche, wo sie von Kashō, der eine Schüssel fallen lässt, erschreckt wird. Als Entschuldigung gibt er dem Kätzchen ein Stück Schokoladenkuchen, das sie hastig verschlingt. Am nächsten Tag bringen Chocola und Vanilla das Kätzchen zu Shigure um ihre Körpermaße zu messen. Sie beschließen, die junge Neko, wegen ihrer Liebe zu Schokolade, Cacao zu nennen. Bei einem Abschlusstest, bei der die Nekos Gegenstände, die schnell über den Fernsehbildschirm schweben erkennen und erraten müssen, gelingt es Cacao den letzten Gegenstand richtig zu raten. Als Belohnung fahren sie mit ihr zum Spielen an den Strand. Als die Sonne untergeht, versprechen sie wieder an den Strand zu gehen sobald es wärmer ist. |           |                            |                                                               |                        |                                       |       |          |                              |
| 5 | 5         | –                          | カカオの冒険 Kakao no Bōken                                   | 06. Februar 2020       | –                                     | –     | –        | 06. Februar 2020             |
| Nach einem weiteren harten Arbeitstag in der Konditorei wartet Cacao auf die Ankunft von Chocola und Vanilla um sie zu begrüßen. Sich an ihre Vergangenheit erinnernd, warten Chocola und Vanilla auf Kashōs Ankunft um ihn zu grüßen. Allerdings wirkt er gedankenverloren und wenig ansprechbar. Die beiden versuchen herauszufinden, was ihm Sorgen bereitet schnell zum Schluss kommend, dass die Konditorei in finanziellen Schwierigkeiten geraten sei. Sie ziehen durch die Straßen um Werbung für das Café Soleil zu machen, wobei sie von Maple und Cinnamon unterstützt werden. Da auch Cacao helfen will, nimmt sie sich einige Geschäftskarten und verteilt diese in Briefkästen in der Stadt, verläuft sich aber dabei. Sie trifft auf das Mädchen Chiyo, die versucht sie zu ihrem Haus zu begleiten, dabei aber selbst verloren geht und von einem Schwarm Krähen verfolgt wird. Die beiden kommen erneut an den Platz ihrer ersten Begegnung. Nachdem eine Karte mit der Wegbeschreibung zur Konditorei aus Cacaos Hut fliegt, schaffen sie es den richten Weg zu finden. In der Konditorei erklärt Kashō, dass er über ein neues Rezept für die Sommerzeit nachdenkt, während Cacao sich unbemerkt in das Café schleichen kann. |           |                            |                                                               |                        |                                       |       |          |                              |
| 6 | 6         | –                          | 仁義ニャき戦い！ ingi Nyaki Tatakai!                          | 13. Feb. 2020          | –                                     | –     | –        | 13. Februar 2020             |
| Coconuts und Azukis Reibereien nehmen rasant zu, sowohl daheim als auch bei der Arbeit im Café Soleil. Damit die beiden mit voller Kraft gegeneinander kämpfen können entwickeln Shigure und Kashō gemeinsam einen sportlichen Wettbewerb. Das erste Duell, eine Runde Twister, zwischen Azuki und Coconut endet ohne Sieger. Der zweite Wettkampf ist ein Essen-Widerstands-Duell zwischen Chocola und Vanilla, das ebenfalls unentschieden endet. Im dritten Wettstreit, müssen Maple und Cinnamon einer Kiste widerstehen, wobei beide disqualifiziert werden. Der vierte Wettbewerb ist ein Staffellauf, in dessen Verlauf auch Coconut und Azuki kurz vor Erreichen der Ziellinie aus dem Rennen genommen werden. Im fünften Spiel, einer ungewöhnlichen Variante des Sumō zwischen allen Teilnehmern. Der letzte Wettbewerb ist ein Hindernislauf zwischen Azuki und Coconut, welches letztlich auch remis endet, da Azuki Coconut vor dem Fallen bewahrt. Coconat erinnert sich daran, dass Azuki ihr in der Vergangenheit oft geholfen hat. |           |                            |                                                               |                        |                                       |       |          |                              |
| 7 | 7         | –                          | ネコたちのお留守番 Nekotachi no Orushuban                     | 20. Feb. 2020          | –                                     | –     | –        | 20. Februar 2020             |
| Während Kashō verreist ist und Shigure ein Treffen mit anderen Neko-Fanatikern besucht herrscht in der Stadt ein stürmisches Wetter, sodass die Katzen auf das Haus ihrer Besitzer aufpassen. Als Shigure aufgrund der Schwere des Sturms gezwungen ist die Nacht im Hotel zu verbringen, müssen sich die Nekos selbst versorgen. Sie beginnen, sich gegenseitig Geschichten zu erzählen um die Zeit zu vertreiben. Als durch den Sturm ein Stromausfall ausgelöst wird, hören sie Fußstapfen in der Nähe des Eingangs. Die Katzen finden Shigure, die sich trotz des Wetters nach Hause begeben hat, im Flur auf und sind beängstigt, da sie wegen des Regens völlig durchnässt ist. |           |                            |                                                               |                        |                                       |       |          |                              |
| 8 | 8         | –                          | 時雨の憂鬱 Shigure no Yūutsu                                  | 27. Feb. 2020          | –                                     | –     | –        | 27. Februar 2020             |
| Eines Sommermorgens erwacht Shigure traurig aus ihrem Schlaf. Da die Nekos das nicht von ihr gewohnt sind, machen sie sich Sorgen um sie. Sie schmieden Pläne um Shigure aufzumuntern, die aber allesamt fehlschlagen. Sogar der Plan, sie mit ihrem Bruder Kashō näherzubringen misslingt. Sie sagt, dass sie nicht wisse, weshalb sie niedergeschlagen ist, die Konditorei aber nicht der Auslöser ist. Sie verlässt das Café, geht aber nicht nach Hause, sodass die Katzen sie bis zu einer Klippe folgen. Die Nekos erreichen Shigure, bevor sie springen kann und erklären ihre Zuneigung zu ihr. Shigure erklärt, dass sie traurig war, dass keines der Nekos bei ihr geschlafen habe, und das die Erklärungen der Katzen, sie wieder glücklich gemacht habe. |           |                            |                                                               |                        |                                       |       |          |                              |
| 9 | 9         | –                          | ホントノココロ Honto no Kokoro                                | 05. März 2020          | –                                     | –     | –        | 05. März 2020                |
| An einem freien Tag bringen Kashō und Shigure die Familien-Nekos in einen nahe gelegenen Freizeitpark. Nachdem sie mehrere Achterbahnen und das Geisterhaus besucht haben, sehen sie zufälligerweise eine Mitsing-Bühnenshow. Als Cinnamon herausfindet, dass es eine Umsetzung ihrer und Maples Lieblingsshow ist, erklärt sie sich bereit, daran mitzuwirken und rekrutiert daraufhin Maple um sie zu unterstützen. Die Aufführung verläuft erfolgreich, sodass Maple von einer zukünftigen Karriere als Sängerin träumt. Nachdem Maple eine Teilzeitarbeit in einem Musikgeschäft annimmt um Erfahrung im Musikbusiness zu sammeln und Geld zu verdienen, erfährt sie von einem Gesangswettbewerb, bei dem der Siege eine Gitarre gewinnen kann. So beginnt sie für den Wettbewerb zu lernen. Als der Gesangswettbewerb beginnt, bekommt Maple Angst und ist kurz davor die Bühne vorzeitig zu verlassen. Cinnamon kann ihr helfen ihre Angst zu überwinden, sodass Maple letzten Endes die Gitarre gewinnen kann. |           |                            |                                                               |                        |                                       |       |          |                              |
| 10 | 10        | –                          | ニャがーん！鈴の更新試験 Nyagān! Suzu no Kōshin Shiken        | 12. März 2020          | –                                     | –     | –        | 12. März 2020                |
| Die Zeit ist für Chocola und Vanilla gekommen, um ihre Glöckchen-Lizenz durch Bestehen eines Tests zu verlängern. Nach einigen Pannen während der Arbeit jedoch, bitten beide die anderen Nekos ihnen beim Lernen für die Prüfung zu helfen. Nachdem sie ihre Hausarbeiten erledigt haben, beginnen die Nekos das Duo für den eigentlichen Test zu unterrichten, wobei jede eine andere Aufgabe hat: Maple und Azuki sollen über Sicherheit in der Öffentlichkeit lehren, Coconut unterrichtet in dem Bereich, die Eigenschaften der Katze zu unterdrücken und Cinnamon soll den beiden menschliches Verhalten näher bringen, wobei jeder Lehrer seine Eigenheiten mitbringt. Chocola und Vanilla können die Prüfung bestehen. Als Geschenk für das Bestehen des Tests bringt Shigure die Katzen den ganzen Tag an verschiedene Orte innerhalb der Stadt, von einem Tempel bis hin zu verschiedenen Cafés um zu lernen, wie das Café Soleil noch besser werden kann. |           |                            |                                                               |                        |                                       |       |          |                              |
| 11 | 11        | –                          | カカオの恩返し Kakao no Ongaeshi                              | 19. März 2020          | –                                     | –     | –        | –                            |
| Chiyo, das Mädchen, mit dem sich Cacao angefreundet hat, als sie sich zum ersten Mal trafen, lädt diese zu sich nach Hause zum Spielen ein. Nachdem Chocola und Vanilla Cacao unter Tränen verabschieden wächst in ihnen die Sorge, was sich auch auf ihre Arbeit auswirkt. Während die Nacht anbricht spielt Cacao weiterhin mit dem Mädchen während Chocola und Vanilla feststellen müssen, wie sehr Cacao ihnen fehlt. Am nächsten Tag kehrt das junge Kätzchen in die Konditorei zurück, versteckt sich aber umgehend in eine Schachtel was die anderen Nekos verwirrt. In einem Versuch, Cacao aus die Schachtel zu locken, kochen sie ihr Lieblingsessen und versuchen eine Party zu schmeißen, jedoch ohne Erfolg. In der Nacht, als Chocola und Vanilla versuchen, sich Zugang zu der Schachtel zu verschaffen, kommt Cacao hervor und liest ihnen einen langen Dankesbrief für ihre gemeinsamen Abenteuer vor und sagt, dass sie für immer bei der Familie bleiben möchte. |           |                            |                                                               |                        |                                       |       |          |                              |
| 12 | 12        | –                          | 夏だ！海だ！ネコぱらだいす！ Natsu da! Umi da! Nekoparadaisu! | 26. März 2020          | –                                     | –     | –        | 26. März 2020                |
| Um die Hitze des Sommers angemessen genießen zu können, beschließt die Familie Minazuki den Tag am Strand zu verbringen. Da die Katzen in der letzten Zeit gewachsen sind und Cacao noch keinen Schwimmanzug besitzt, fahren sie in die Stadt um sich dort neue Schwimmsachen zu kaufen. Cacao bekommt zudem einen aufblasbaren Thunfisch geschenkt. Sie erreichen den Strand und während die Familie sich der Sonne entspannt bemerken sie, dass Cacao, die auf ihrem Thunfisch sitzt, von der Strömung mitgezogen zu werden droht. Während sie überlegen, wie sie Cacao aus der Lage befreien können, wird sie von dem Besitzer eines Nudelgeschäfts aus dem Meer gerettet. Um ihre Schulden bei dem Mann zu begleichen, beschließen die Nekos, Werbung für den Laden des Mannes zu machen. Dies entpuppt sich als Erfolg und der Laden hat seit längerer Zeit wieder Gäste. Nach der Arbeit arrangiert Shigure, dass ein paar obdachlose Nekos mit dem Mann zusammen leben können. |           |                            |                                                               |                        |                                       |       |          |                              |

## Kritik
Die erste Episode der Animeserie erhielt von mehreren Rezensenten von Anime News Network durchgehend negative Berichterstattung. In der Internet Movie Database erhielt die Serie eine User-Wertung von 6,3 von 10 Sternen basierend auf 111 Bewertungen.